# Горлов, Иван Фёдорович
Иван Фёдорович Горлов (род. 15 января 1949, Урюпинский район, Сталинградская область) — профессор, академик РАН, заслуженный деятель науки Российской Федерации (2008), дважды лауреат премии Правительства Российской Федерации в области науки и техники (2005, 2018), лауреат Национальной аграрной премии им. П. А. Столыпина «Аграрная элита России-2019» , научный руководитель ФГБНУ Поволжский научно-исследовательский институт производства и переработки мясомолочной продукции, заведующий кафедрой технологии пищевых производств Волгоградского государственного технического университета.

## Биография
Родился 15 января 1949 г. в совхозе Искра Урюпинского района Волгоградской области, где в 1966 году окончил среднюю школу.
Учился в Московской ветеринарной академии имени К. И. Скрябина (в 1994 г. переименована в Московскую государственную академию ветеринарной медицины и биотехнологии имени К. И. Скрябина), которую окончил с отличием в 1971 году по специальности «ветеринария».
С ноября 1971 г по ноябрь 1972 г служил в Вооруженных Силах СССР. Без отрыва от производства обучался в аспирантуре Всесоюзного научно-исследовательского института экспериментальной ветеринарии (ВИЭВ, г. Москва), кандидат ветеринарных наук с 1981 года, доктор сельскохозяйственных наук с 1997 года, профессор с 1999 года, академик РАСХН с 2005 года, академик РАН с 2013 г.
Начал свою трудовую деятельность в 1972 году главным ветеринарным врачом совхоза «Искра» Урюпинского района Волгоградской области. В 1987 году был переведен на работу в производственно-научное объединение по селекции в животноводстве — ПНО «Волгоградское» (впоследствии преобразованное в «Волгоградагроплем») в качестве главного ветеринарного врача и заместителя генерального директора объединения. В 1995 году назначен директором Волгоградского научно-исследовательского технологического института мясо-молочного скотоводства и переработки продукции животноводства Российской академии сельскохозяйственных наук (с 2009 года — ФГБНУ «Поволжский научно-исследовательский институт производства и переработки мясомолочной продукции»), с 2015 года — научный руководитель этого учреждения.
Под руководством Горлова И. Ф. созданы: мясная порода крупного рогатого скота — «Русская комолая», типы мясного скота — «Волгоградский» и «Заволжский», тип свиней — «Краснодонский», тип овец — «Поволжский»(Государственный реестр селекционных достижений, допущенных к использованию. Том 2 «Породы животных» (официальное издание). М.: ФГБНУ «Росинформагротех», 2021.
По данным РИНЦ, автор  360 патентов РФ на изобретения, более 110 книг и учебников, более 2000 статей, более 16 тыс. цитирований, индекс Хирша — 57, более 200 статей в изданиях, индексированных в международных базах научного цитирования Web of Science или Scopus.
Председатель объединённого диссертационного совета Д 99.0.086.02, созданного на базе ФГБНУ «Поволжский научно-исследовательский институт производства и переработки мясомолочной продукции» и ФГБОУ ВО «Калмыцкий государственный университет имени Б. Б. Городовикова».
Академиком Горловым И. Ф. создана научная школа, поддержанная грантом Президента РФ. Под его руководством подготовлено 40 докторов и 95 кандидатов сельскохозяйственных и биологических наук. Он является главным редактором журнала «Известия Нижневолжского агроуниверситетского комплекса», редактором журнала «Аграрно-пищевые инновации», членом редколлегии журналов «Хранение и переработка сельхозсырья», «Вестник российской сельскохозяйственной науки», «Мясная индустрия», «Молочное и мясное скотоводство»,  «Ветеринарная патология», «Животноводство и кормопроизводство», «Food systems», «Theory and Practice of Meat Processing». Избран действительным членом ряда общественных академий: «Международной академии информатизации», «Российской народной академии наук», «Петровской академии наук и искусств», «Академии продовольственной безопасности», является почетным профессором Оренбургского и Донского государственных аграрных университетов, Калмыцкого государственного университета (ГНУ НИИММП © 2022).

## Награды, почётные звания
- Академик Российской академии сельскохозяйственных наук, 2005
- Академик Российской академии наук, 2013
- Медаль «За трудовую доблесть», 1976
- Лауреат первой премии Министерства сельского хозяйства и продовольствия РФ, 1996, 1999
- Ветеран труда, 2003
- Лауреат премии Правительства Российской Федерации в области науки и техники, 2005 — «За разработку и внедрение безотходных технологий переработки бахчевых, масличных, бобовых культур, некоторых видов нетрадиционного растительного сырья и производство на их основе биологически ценных продуктов многоцелевого назначения»[2]
- Заслуженный деятель науки республики Калмыкия, 2006
- Победитель Волгоградского областного конкурса «Лучший менеджер года», 2007
- «Заслуженный деятель науки Российской Федерации», 2008[7]
- Лауреат конкурса Российской академии сельскохозяйственных наук «За лучшую завершенную научную разработку",  2008
- Лауреат премии Волгоградской области в области науки и техники, 2010 — «Новые подходы к разработке научно обоснованных принципов, методов и механизмов производства высококачественной говядины с использованием современных биотехнологических приемов»[8]
- Лауреат премии Волгоградской области в области науки и техники, 2011 — «Научно обоснованные подходы к разработке, производству и использованию биологически активных средств и антистрессовых препаратов на основе лактулозы при производстве конкурентоспособной говядины»[9]
- Победитель Гранта Президента РФ — конкурса по государственной поддержке ведущих научных школ, 2014 — «Новые подходы к обеспечению качества и экологической безопасности продуктов питания на основе управления живыми системами по всей биотехнологической цепи»[10]
- Победитель Волгоградского областного конкурса «Лучший менеджер и организация года», 2013
- Победитель конкурса Российского Научного Фонда (РНФ) 2015 года «Проведение фундаментальных научных исследований и поисковых научных исследований с привлечением молодых исследователей» — «Разработка и научное обоснование новых подходов к производству животноводческого сырья и повышению биологической ценности социально значимой продукции на основе современных биотехнологических и молекулярно-генетических методов»[11] с продлением на 2018—2019 гг.[12]
- Лауреат премии Правительства Российской Федерации в области науки и техники, 2018 — «За разработку новых породных ресурсов и реализацию их генетического потенциала для интенсификации отечественного животноводства»[3]
- Лауреат национальной премии имени П. А. Столыпина «Аграрная элита России-2019» в номинации «Формирование отечественной научной школы»[13]
- Лауреат премии Волгоградской области в сфере науки и техники, 2020 (Постановление Губернатора Волгоградской области от 27 ноября 2020 г. № 749)
- Почетная грамота Комитета Государственной думы по аграрным вопросам, 2021
- Победитель конкурса Российского Научного Фонда (РНФ) 2022-2024 гг. "Проведение фундаментальных научных исследований и поисковых научных исследований отдельными научными группами" — "Новые подходы к развитию животноводства и птицеводства в агроэкологических условиях Юга России на основе оптимизации генетических и паратипических факторов"
- Орден Почета, 2022 (Указ Президента РФ № 16 от 20 января 2022 года)[14]
- Почетный профессор Калмыцкого государственного университета, Оренбургского и Донского государственных аграрных университетов (ГНУ НИИММП © 2022)
- Эксперт РАН, РНФ, грантов Президента РФ, Минобрнауки России, член Научного совета РАН по глобальным экологическим проблемам, член научно-технического совета по агропромышленному комплексу и природопользованию Волгоградской области (ГНУ НИИММП © 2022)
- Почетная грамота РАН (Распоряжение РАН № 10105-1377 от 5 декабря 2023 г.)
- Почетная грамота Губернатора Волгоградской области, 15.01. 2024 г.
- Медаль им. Т.С. Мальцева "За вклад в развитие сельского хозяйства" (Удостоверение № 573 от 15.01. 2024 г.)
- Благодарственное письмо Волгоградской областной ДУМЫ, 15.01.2024
- Памятный знак Губернатора Волгоградской области "80 лет Победы в Сталинградской битве", 15. 01. 2024 г.
- Лауреат премии Волгоградской области в сфере науки и техники (постановление губернатора Волгоградской области  от 28.11.2024 №117)
- Орден «За заслуги перед Волгоградской областью» (постановление губернатора Волгоградской области №148 от 12.12.2024)